# Globenmuseum

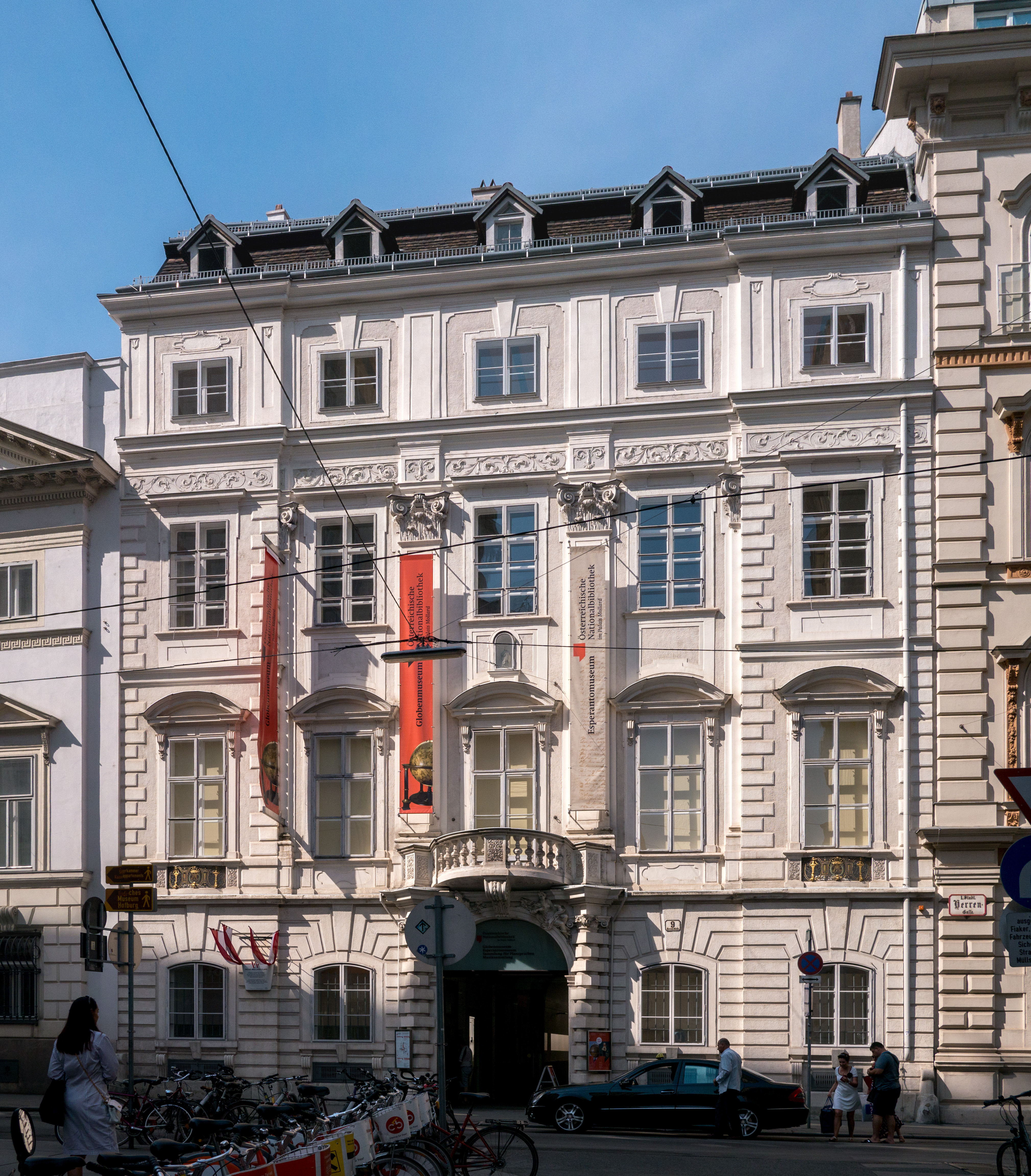
Palais Mollard i vars lokaler Globenmuseum återfinns

Globenmuseum i Palais Mollard-Clary är en avdelning inom det Österrikiska nationalbiblioteket i Wien. Det grundades 1956 och är världens enda museum för jordglober och samlingen överträffas endast av National Maritime Museum i Greenwich. Samlingarnas mest anmärkningsvärda föremål är en glob av Vincenzo Coronelli (110 cm i diameter) och två glober av Gerard Mercator från 1541 respektive 1551. Den äldsta jordgloben är tillverkad av Gemma Frisius 1536. Samlingarna omfattar även planetarier, armillarsfärer och tellurier. 250 av de sammanlagt över 700 föremålen visas offentligt.